# 細瓣雙角鮟鱇
細瓣雙角鮟鱇（学名：Diceratias bispinosus），又名深海鮟鱇，为輻鰭魚綱鮟鱇目棘茄魚亞目雙角鮟鱇科雙角鮟鱇屬下的一个种，為深海魚類，分布於印度太平洋區的孟加拉灣、巴布亞紐幾內亞及菲律賓海域，棲息深度533-2306公尺，生活習性不明，不具任何經濟價值。